# Eugenia Pereira Rodríguez
Eugenia Pereira Rodríguez, (Carballiño, 3 de abril de 1895-Barcelona, 27 de enero de 1984) fue una farmacéutica española que obtuvo la licenciatura en Farmacia de acuerdo con la Ley de 1910. Manuela Barreiro Pico, su predecesora, había obtenido el título gracias a un permiso especial.

## Trayectoria
Su madre, Purificación Rodríguez, era comerciante. No fue reconocida por su padre, César Pereira Munín, abogado y notario hasta 1913. Estudió tres años en el Instituto Provincial de Ourense, hoy Instituto Otero Pedrayo.
Se matriculó en Farmacia en 1917 en la Universidad de Santiago de Compostela compaginando la opción libre y oficial. Terminó en 1921, con premio extraordinario.  En 1923 se licenció en la Facultad de Ciencias. Se doctoró en Química por la Universidad Central de Madrid y, poco después, en Farmacia. Según su expediente universitario, presentó en la Sociedad Española de Higiene el informe Aplicación del cloro en la depuración bacteriológica del agua potable en Madrid. Entró a formar parte de la Sociedad Española de Física y Química, en 1922.
En 1924 obtuvo una beca de la Junta para Ampliación de Estudios (JAE) a través de la Facultad de Ciencias de la Universidad de Santiago de Compostela para ampliar sus conocimientos en enología en 1923, viajando a la École de Chimie de Burdeos.También consiguió otra beca que le permitió trabajar en el Instituto Pasteur de París.
En 1927 obtuvo el puesto de jefe del laboratorio químico de la aduana de Barcelona, al que se había presentado con vistas a la futura creación de un puesto en Vigo. Allí instaló su propio laboratorio, que inicialmente se llamó Pemur y luego Pereira, situado en Castelldefels. Eugenia registró a su nombre varias patentes relacionadas con la fabricación de pasta de dientes. De este laboratorio surgieron muchos productos, entre ellos pasta de dientes, lápices labiales, tratamientos para el calzado, preparados de pólvora y medicamentos para mujeres, como las píldoras circasianas. De su laboratorio salió el primer detergente líquido vendido en España.
Se casó con Manuel Castells y tuvo dos hijas, María Eugenia y Aurora.
Falleció en Barcelona el 27 de enero de 1984.

## Reconocimientos
Una calle de Carballino lleva su nombre.